# Fairey FB-1 Gyrodyne
El Fairey FB-1 Gyrodyne fue un helicóptero experimental británico que utilizaba un solo rotor de sustentación y una hélice tractora montada en la punta del ala de estribor para proporcionar propulsión y reacción antipar.

## Diseño y desarrollo
En abril de 1946, Fairey anunció un proyecto de financiación privada para un avión de ala rotatoria, que se construiría según un diseño desarrollado por el Dr. J.A.J. Bennett mientras era director técnico de la Cierva Autogiro Company en 1936-1939. El Gyrodyne, que constituye un tercer tipo distinto de helicóptero y designado C.41 por la Cierva Autogiro Company, fue licitado con éxito a la Marina Real en 1938 en respuesta a la Especificación S.22/38 para un helicóptero naval. Aunque se iniciaron los trabajos preliminares en el proyecto, se abandonaron con el estallido de la Segunda Guerra Mundial, y G & J Weir, Ltd., los financieros de la Cierva Autogiro Company, se negaron a emprender un mayor desarrollo además de sus exitosos experimentos con los helicópteros de doble rotor lateral W.5 y W.6. Después de la Segunda Guerra Mundial, la Cierva Autogiro Company se dedicó al desarrollo de los helicópteros Cierva W.9 "Drainpipe" y W.11 Air Horse bajo la dirección de Cyril Pullin, y Bennett se unió a Fairey a finales de 1945 como jefe de la recién creada división de aeronaves de ala rotatoria.
El Gyrodyne era un helicóptero compacto y aerodinámico que pesaba poco más de 2000 kg y estaba propulsado por un motor radial Alvis Leonides 522/2 de 390-400 kW (520-540 hp), cuya potencia se transmitía en relaciones variables al rotor basculante controlado por buje y accionado por eje fijo/plato cíclico, y a la hélice montada en la punta del ala. El Gyrodyne poseía la capacidad de vuelo estacionario de un helicóptero, mientras que su hélice proporcionaba el empuje necesario para el vuelo hacia adelante, permitiendo que su rotor, movido a bajo par en el vuelo de crucero, operara a bajo paso colectivo con el plano de la trayectoria de la punta paralelo a la trayectoria de vuelo para minimizar las vibraciones a alta velocidad. El paso colectivo era una función automática del ajuste del acelerador y la carga de potencia de la hélice, que, para mantener las rpm, desviaba el par del rotor a medida que aumentaba la velocidad.
Se adjudicó un contrato gubernamental según la Especificación E.4/46 para dos prototipos, y el primer Fairey Gyrodyne se exhibió como un fuselaje casi completo en White Waltham el 7 de diciembre de 1946.

### Pruebas y evaluación
El 4 de diciembre de 1947, el primero de los dos prototipos despegó desde el aeródromo de White Waltham y continuó acumulando tiempo de vuelo hasta marzo de 1948, cuando fue desmantelado para una revisión exhaustiva. El segundo prototipo, básicamente similar al primero, pero con un equipamiento interior más cómodo, acorde con su función de demostrador de pasajeros, ya estaba volando para el siguiente Salón Aeronáutico de la SBAC de Farnborough, en septiembre de 1948. El primer prototipo fue reensamblado y, tras más vuelos de pruebas, participó en un intento de establecer un nuevo récord mundial de velocidad en línea recta para helicópteros.
El 28 de junio de 1948, pilotado por el piloto de pruebas Basil Arkell, el Gyrodyne realizó dos vuelos en cada dirección sobre un recorrido de 3,2 km a baja altitud en White Waltham, logrando 200 km/h, suficiente para asegurar el récord. Se logró una velocidad máxima de 214 km/h durante el vuelo, manteniendo siete pulgadas de propulsión en reserva en caso de que fuera necesario un ascenso rápido, ya que el vuelo se realizó a una altitud de menos de 30 m sobre el suelo. En abril de 1949 se intentó establecer un récord en circuito cerrado de 100 km, pero, dos días antes de la fecha seleccionada, un enlace de flapeo mal mecanizado en el cubo del rotor falló en vuelo y resultó en el accidente de la aeronave en Ufton, cerca de Reading, muriendo el piloto, Foster H. Dixon, y el observador, Derek Garraway.
El Gyrodyne había sido seleccionado por el Ejército Británico para su uso en Malasia, superando tanto al Westland S.51 Dragonfly (un diseño Sikorsky fabricado bajo licencia) como al Bristol 171 Sycamore, con un pedido de seis unidades aprobado por el Tesoro en el momento del accidente. Aunque el rendimiento proyectado del Gyrodyne era significativamente mejor que el del Dragonfly y se esperaba que entrara en servicio antes que el Sycamore, el accidente del primer prototipo retrasó el programa de desarrollo, y el Ejército, al no tener otra opción, adquirió tres S.51 Dragonfly, seguidos posteriormente por los Sycamore.

### Segundo prototipo
El segundo Gyrodyne quedó inmovilizado en tierra durante la investigación del accidente, que determinó como causa un fallo en la tuerca de retención de la bisagra debido a un mecanizado deficiente. El segundo prototipo, ampliamente modificado y renombrado como Jet Gyrodyne, voló en enero de 1954. Aunque mantuvo el nombre "Gyrodyne", el Jet Gyrodyne era un girodino y no operaba según el mismo principio que la aeronave original. Contaba con un rotor de dos palas controlado manualmente, con mecanismos de paso cíclico y colectivo que actuaban directamente sobre cada pala y era movido por reactores de punta alimentados con aire procedente de dos compresores accionados por el motor radial Alvis Leonides. Las hélices de empuje, una montada en la punta de cada ala corta, proporcionaban control de guiñada mediante un paso colectivo diferencial y empuje para el vuelo hacia adelante. El Jet Gyrodyne se construyó para proporcionar datos operativos y de propulsión del rotor al girodino Fairey Rotodyne.
El Jet Gyrodyne está en exhibición en el Museo de Aviación de Berkshire, Woodley, Reading.

## Especificaciones (FB-1 Gyrodyne)
Referencia datos: Jane's, Flight 21 April 1949

### Características generales
- Tripulación: Uno (piloto)
- Capacidad: Cuatro a cinco pasajeros
- Longitud: 7,6 m (25 ft) (del morro del fuselaje a los bordes de ataque de los timones)
- Diámetro rotor principal: 15,8 m (51,7 ft)
- Altura: 3,1 m (10,1 ft)
- Área circular: 195,3 m² (2102,2 ft²)
- Peso vacío: 1629 kg (3590,3 lb)
- Peso máximo al despegue: 2177 kg (4798,1 lb)
- Planta motriz: 1× motor radial de 9 cilindros refrigerado por aire Alvis Leonides 522/2.
  - Potencia: 390 kW (538 HP; 530 CV) a 3000 rpm
- Envergadura: 5,38 m
- Perfil alar: Ala: NACA 23018, Raíz de la pala del rotor: NACA 23022, Punta de la pala del rotor: NACA 23015
- Capacidad de combustible: 227,3 L; 31,8 L de aceite
- Hélices: Fairey type CP/2/H/2/48 bipala de paso controlado por los pedales del timón

### Rendimiento
- Velocidad máxima operativa (Vno): 230 km/h (143 MPH; 124 kt)
- Alcance: 399 km (215 nmi; 248 mi)
- Techo de vuelo: 3050 m (10 007 ft)

## Aeronaves relacionadas

### Desarrollos relacionados
- Fairey Jet Gyrodyne
- Fairey Rotodyne

### Aeronaves similares
- Lockheed AH-56 Cheyenne
- Piasecki 16H Pathfinder
- SNCASO Farfadet
- Eurocopter X3